# Anachemmis sober
Anachemmis sober är en spindelart som beskrevs av Chamberlin 1919. Anachemmis sober ingår i släktet Anachemmis och familjen Tengellidae. Inga underarter finns listade i Catalogue of Life.